# 士鲂
士鲂（？—前560年），又称彘季、彘共子，士会之子，春秋时期晋国的下军佐。
前573年正月，欒書和荀偃殺死晉厲公，派荀罃和士鲂到東周京師洛邑去迎接孫周，孫周即位為晉悼公，念及士會、士燮的功業命士鲂為下軍佐。楚國入侵宋國，韓厥派士鲂到魯國请求出兵助战。臧武仲建議季文子按照當年荀罃乞师的規模出兵。前570年，士鲂与候奄（官职）张老阻止晉悼公懲罰因執法處死晉悼公弟弟揚干車夫的魏絳。前568年春，戎人入侵王畿，周灵王派王叔陈生到来晋国控诉。晋国卻把王叔陈生拘捕，派士鲂到京师，稟奏周灵王其實是王叔陈生勾结戎人。前564年十月，晋国率领诸侯伐郑国，栾黡、士鲂领下军及滕国、薛国军队攻郑国北门。前563年，晋国修筑虎牢关附近的梧城、制城，命士鲂、魏绛率军驻守。郑国只好再次与晋讲和。前562年，秦国由庶长鲍、庶长武率军伐晋，下军佐士鲂轻敌出击庶长鲍，庶长武掩杀，士鲂大败。前561年夏，士鲂聘问鲁国，拜谢去年鲁国相助出兵伐郑。冬，鲁襄公至晋国，答谢士鲂聘问。前560年春，荀罃、士鲂去世，晋悼公将四军八卿改为三军六卿。